# Franciszek Ksawery Chrząszczewski
Franciszek Ksawery Chrząszczewski herbu Trzaska – komornik ziemski bracławski w 1789 roku, sekretarz konfederacji generalnej koronnej w konfederacji targowickiej, porucznik Pułku Lekkiej Jazdy Humańskiego w 1792 roku.